# Даллапиккола, Лаура
Ла́ура Даллапи́ккола (итал. Laura Dallapiccola; род. 9 февраля 1911, Триест — 26 марта 1995, Флоренция) — итальянская переводчица с немецкого и библиотекарь. В девичестве — Лаура Коэн Луццато. Супруга композитора Луиджи Даллапикколы.

## Биография
После окончания университета в августе 1933 года поступила на работу в Национальную центральную библиотеку Флоренции. Работала в основном в редакции «Бюллетеня публикаций на итальянском языке». С 1934 года состояла членом в «Ассоциации итальянских библиотек». В 1939 году из библиотеки была уволена в результате вступления в силу расовых законов (в связи со своим еврейским происхождением). Приказ об увольнении совпал по времени с письмом в Министерство директора библиотеки Антонио Бозелли о том, что она «вполне заслуживает повышения». В 1938 году вышла замуж за композитора Луиджи Даллапикколу: последним брак рассматривался и как средство оградить её от возможных последствий расовых законов. Во время немецкой оккупации Италии скрывалась в Фьезоле, у друга Даллапикколы, скрипача Сандро Матерасси. Также рассматривался вариант бегства в Швейцарию. После освобождения Италии была восстановлена в должности старшего библиотекаря в марте 1942 года. В 1950, однако, досрочно вышла на пенсию.
В последующие годы, продолжая в частном порядке сотрудничать с библиотеками, начала активно заниматься переводами с немецкого, публиковавшимися в издательствах «Mondadori», «Il Saggiatore», «La nuova Italia» и др. В числе переведённых книг эссеистика Бузони (совместно с Феделе д'Амико и Даллапикколой), монографии о Хуго Вольфе, Шумане, Бетховене, Берге, Малере, воспоминания Рихарда Штрауса, письма Густава Малера, Альмы Малер, Брамса, переписка Бузони с Шёнбергом, трактат по додекафонной технике Йозефа Руфера, первая биография Даллапикколы, написанная Дитрихом Кемпером (совместно с Серджо Сабличем) и другие. Опубликованы письма Лауры Даллапикколы к Наде Буланже (1962 — 1977), а также её переписка с музыковедом Массимо Милой.
После смерти Луиджи Даллапикколы в 1975 году много сделала для сохранения, исследования и популяризации его творческого наследия. По инициативе Лауры Даллапикколы во Флоренции были открыты два Архива Даллапикколы. Способствовала также посмертной публикации последней оркестровой работы супруга «Три вопроса с двумя ответами» (в 1977), авторство преамбулы к которой предположительно принадлежит также ей. По её завещанию в 1995 году вся домашняя библиотека композитора, фонотека, его рояль и рабочий кабинет были переданы в Архив. Лауре Даллапикколе посвящён ряд сочинений композитора («Три лауды», кантата «К Матильде»). Им также не раз отмечалось, что выбором текстов к своим работам он зачастую был обязан супруге.
О влиянии Лауры Даллапикколы на своё формирование неоднократно писал дирижёр Марио Руффини.